# Turdus aurantius
Turdus aurantius là một loài chim trong họ Turdidae.